# Amadeu de Almeida Monjardino
Amadeu de Almeida Monjardino (Angra do Heroísmo, 22 de Agosto de 1876 — Angra do Heroísmo, 24 de Agosto de 1954) foi um grande comerciante, industrial e político que se destacou no armazenamento e comercialização de combustíveis e como deputado durante a Primeira República Portuguesa e posteriormente como presidente da Câmara Municipal de Angra do Heroísmo.

## Biografia
Foi presidente da Junta Geral do Distrito Autónomo de Angra do Heroísmo de 2 de Agosto a 22 de novembro de 1926, de 27 de janeiro de 1927 a 30 de julho de 1928, e de 20 agosto a 4 de outubro de 1928. Destacado comerciante em Angra do
Heroísmo com negócios variados, incluindo escritório de comissões e consignações que representava a empresa norte-americana Vacuum Oil Company. 
Iniciando a vida política durante a Primeira República Portuguesa, foi eleito deputado pelo círculo eleitoral de Angra do Heroísmo, em 1915, nas listas da União Republicana. Foi dos primeiros apoiantes no Distrito, da Ditadura Militar tendo logo em 1926 sido nomeado presidente da Comissão Administrativa da Junta Geral. Exerceu os cargos de administrador do concelho, presidente da Câmara Municipal de Angra do Heroísmo e presidente da Junta Autónoma dos Portos.